# Stade Eladio-Rosabal-Cordero
Le stade Eladio Rosabal Cordero est un stade de football construit à Heredia, au Costa Rica. Il peut accueillir 8 144 spectateurs et est ouvert en 1951. C'est le domicile du Club Sport Herediano.